# George Sewell
George Sewell, född 31 augusti 1924 i London Borough of Hackney, död 2 april 2007 i London, var en brittisk skådespelare.

## Roller i urval
- 1962 – Sparvar kan inte sjunga
- 1963 – Idolen
- 1966 – Två äss i ärmen
- 1967 – Rånet
- 1971 – Ta fast Carter!
- 1975 – Barry Lyndon
- 1979 – Mullvaden (TV-serie)
- 1985 – Bleak House (TV-serie)
- 1988 – Doctor Who (TV-serie)
- 1993–1997 – The Detectives (TV-serie)
- 2000 – Tillbaka till Aidensfield (TV-serie)
- 2006 – Casualty (TV-serie)